# Leonídasz Pelekanákisz
Leonídasz Pelekanákisz, görögül: Λεωνίδας Πελεκανάκης (Pireusz, 1962. november 2. – 2021. január 14.) görög vitorlázó, olimpikon.

## Pályafutása
Három olimpián vett részt. Az 1984-es Los Angeles-i olimpián Ilíasz Hadzipavlísszel csillaghajóban a hatodik helyen végzett. A 2000-es sydney-i olimpián és a 2004-es athéni játékokon is a 11. helyen végzett ugyancsak csillaghajóban. Az előbbin Dimítriosz Búkisszal, az utóbbin Jeórjiosz Kontogúrisszal.
2020 november elején került kórházba koronavírus fertőzéssel, ahol 2021. január 14-én elhunyt.